# State Farm Arena
El State Farm Arena es un estadio polivalente situado en Atlanta, Georgia. Completado en 1999 con un coste de 213.5 millones de dólares, en sustitución del Omni Coliseum, es la sede de los Atlanta Thrashers de la Liga Nacional de Hockey  (NHL) de 1999 a 2011, antes de que el equipo se trasladara a Winnipeg, así como, de los Atlanta Hawks de la NBA, Atlanta Dream de la Asociación Nacional de Baloncesto Femenino (WNBA) de 2008 a 2016 y 2019, y sede temporal del baloncesto de Georgia Tech en 2011 y de los Georgia Force de la Arena Football League. Es propiedad de la Autoridad Recreativa del Condado de Atlanta Fulton y está gestionado por los Hawks, propiedad de Tony Ressler junto con un grupo de inversores entre los que se encuentra Grant Hill.
En el pabellón caben 20 300 espectadores para los partidos de baloncesto y para hockey sobre hielo 18 750, además de incluir 96 suites de lujo y 2100 asientos de club. Para conciertos y otros eventos de ocio, la capacidad es de 21 000 espectadores.
El pabellón está patrocinado y nombrado por State Farm Insurance. El complejo está conectado con el CNN Center.

## Diseño
El entonces estadio Philips Arena el 12 de febrero de 2012. El estadio tiene capacidad para 19.050 espectadores de baloncesto. El mayor número de espectadores en un partido de baloncesto de los Atlanta Hawks en el estadio fue en el sexto partido de la primera ronda de la Conferencia Este de 2008, el 2 de mayo de 2008 (contra los Boston Celtics), con una asistencia anunciada de 20.425. El estadio cuenta con 92 suites de lujo, 9 suites para fiestas y 1.866 asientos de club. Para conciertos y otros espectáculos, tiene capacidad para 21.000 espectadores.
Originalmente, el estadio tenía una disposición poco habitual, con los asientos de club y los palcos de lujo alineados únicamente a lo largo de un lado de la superficie de juego, y los asientos de admisión general a lo largo de los otros tres lados (la disposición se emuló posteriormente en Ford Field, Addition Financial Arena, Soldier Field, Levi's Stadium y otros estadios). Esta disposición contrastaba enormemente con la de muchos de sus contemporáneos, que tenían sus palcos de lujo y asientos de club, generadores de ingresos, situados en el «vientre» del estadio, lo que hacía que la cubierta superior fuera de 2 a 4 pisos más alta. La disposición en el Philips se hizo para poder acercar la mayor parte de los asientos a la superficie de juego y, al mismo tiempo, disponer de un número suficiente de asientos de club y palcos que generaran ingresos. Las renovaciones de 2017-18 eliminaron los niveles superiores de la pared de suites en favor de asientos premium repartidos por todo el estadio, convirtiendo esas zonas superiores en asientos estándar.
En el exterior, las columnas de acero en ángulo que sostienen el tejado orientado hacia el centro de la ciudad escriben «ATLANTA». En el lado que da al Georgia World Congress Center se leía originalmente «CNN» (cuya sede está junto al estadio), pero esa sección se ha modificado para albergar un restaurante Taco Mac. La estación de ferrocarril GWCC/CNN Center, situada debajo del estadio, da acceso al transporte público MARTA.
La empresa tecnológica Philips, con sede en Eindhoven (Países Bajos), adquirió los derechos iniciales de denominación del estadio en febrero de 1999 por 185 millones de dólares a lo largo de 20 años. En febrero de 2018, se informó que Philips no renovaría su acuerdo de derechos de denominación para la arena cuando expirara en junio de 2019, principalmente debido a la retirada de Philips del mercado de la electrónica de consumo en 2013. El 29 de agosto de 2018, State Farm compró los derechos de denominación de la arena, en un acuerdo de 20 años que costó 175 millones de dólares.
Para la temporada 2007-2008, State Farm Arena utilizó las nuevas unidades de reloj de tiro «transparentes» que permiten a los espectadores sentados detrás de la canasta ver la acción sin que los relojes interfieran con su visión, uniéndose a FedExForum, Wells Fargo Center, TD Garden, United Center, Footprint Center y Spectrum Center. Los paneles publicitarios de vídeo sustituyeron a los tradicionales paneles de desplazamiento.

## Galería de imágenes

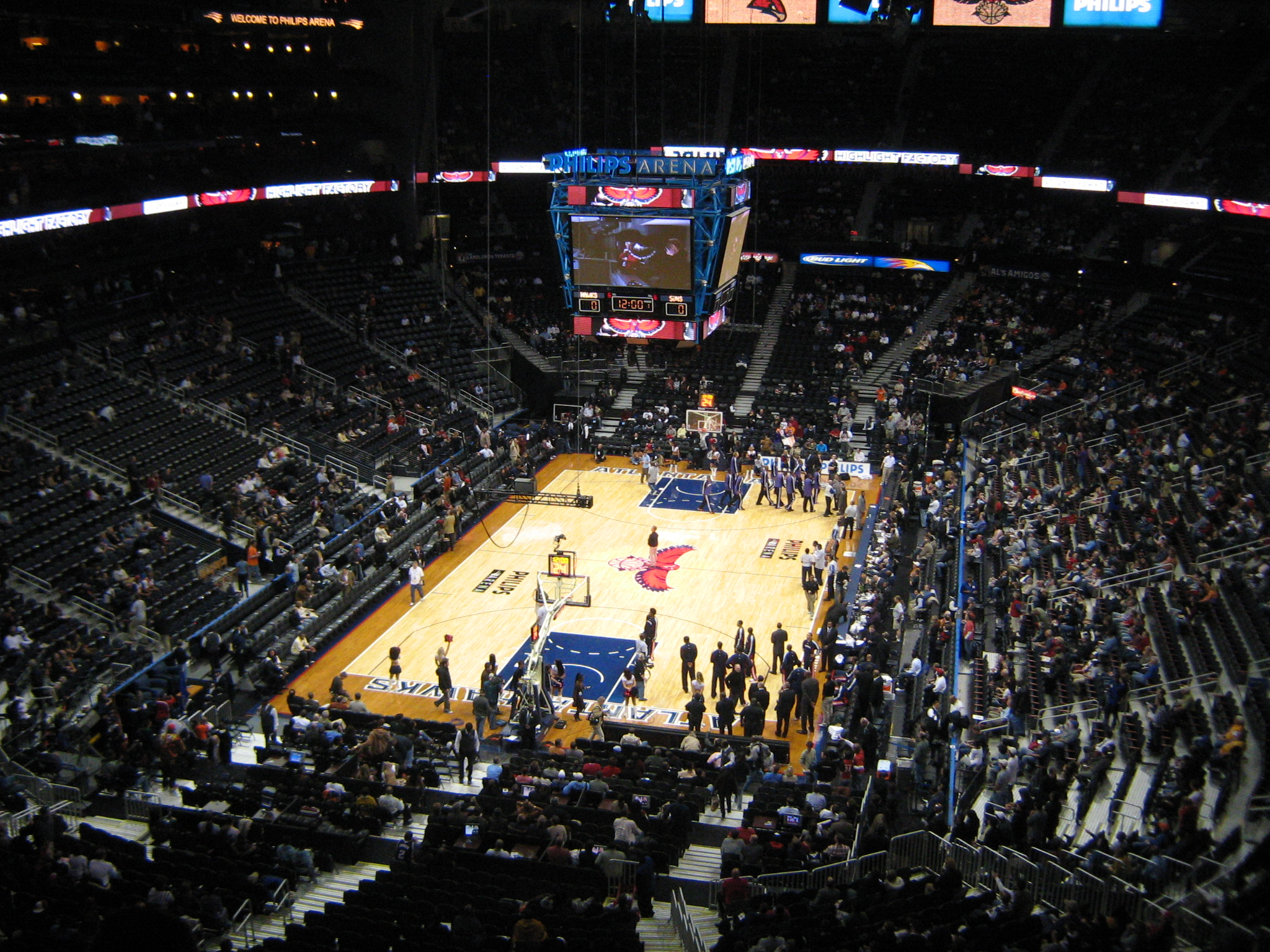
Partido de baloncesto
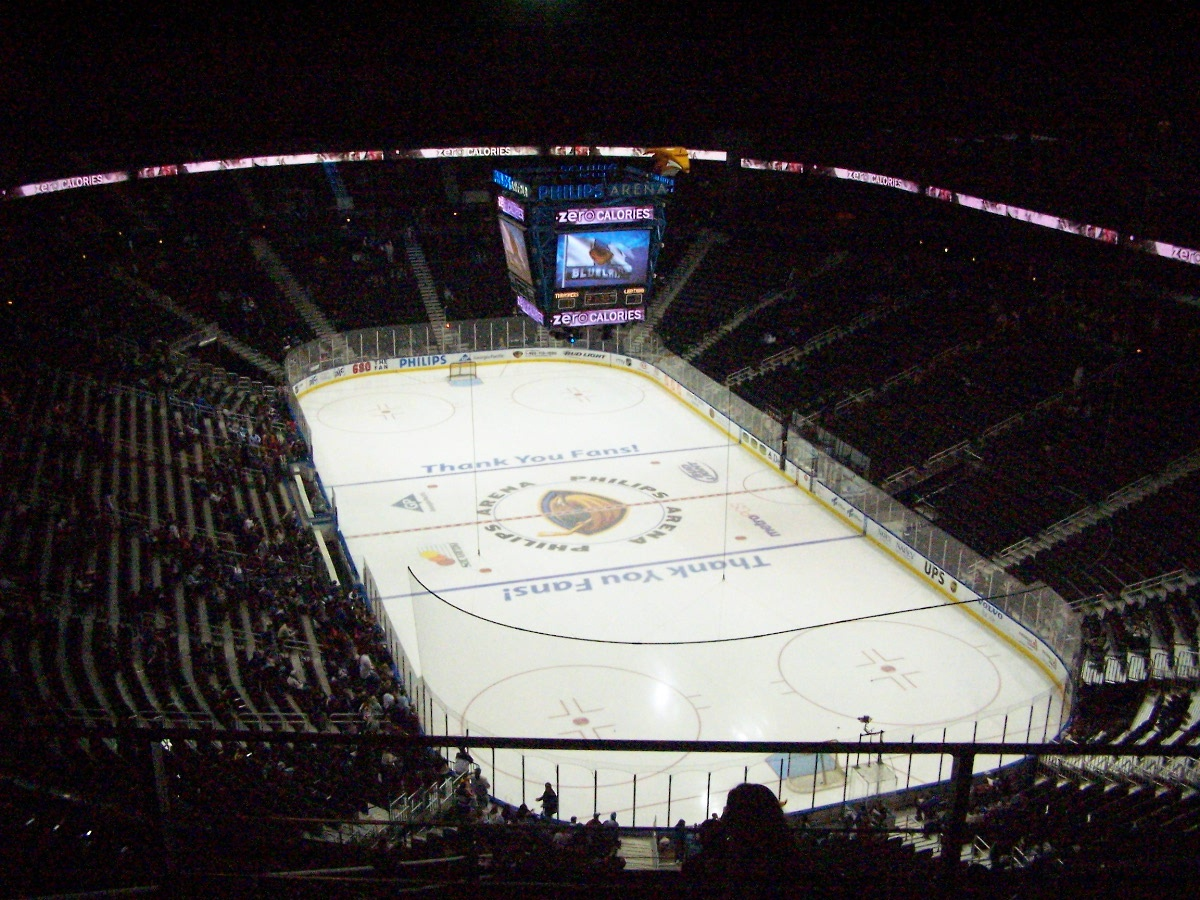
Partido de hockey